# Via (álbum)
Via es el primer álbum de estudio de la banda estadounidense de metalcore Volumes. Fue lanzado el 27 de septiembre de 2011 a través de Mediaskare Records.
El álbum se relanzó en 2016 de forma independiente bajo el sello 91367 Records, remasterizado y con una nueva portada. Sin embargo, la quinta canción, «Serenity», originalmente contenía un solo hacia el final, pero fue eliminado de la edición remasterizada, probablemente debido a problemas con el sello discográfico relacionados con la interpretación del solo por parte de Chris Letchford de Scale the Summit en la edición original.

## Lista de canciones
Toda la música compuesta por Volumes. 
| N.º | Título                                               | Duración |  |
| 1.  | «Paid in Full»                                       | 3:59     |  |
| 2.  | «Wormholes»                                          | 5:33     |  |
| 3.  | «Limitless»                                          | 3:02     |  |
| 4.  | «Reversion»                                          | 1:49     |  |
| 5.  | «Serenity» (con Chris Letchford de Scale the Summit) | 4:41     |  |
| 6.  | «The Columbian Faction»                              | 4:31     |  |
| 7.  | «Affirmation of Ascension»                           | 4:49     |  |
| 8.  | «Intake»                                             | 5:26     |  |
| 9.  | «Behind the Curtain»                                 | 4:26     |  |
| 10. | «Recovery»                                           | 1:33     |  |
| 11. | «Edge of the Earth»                                  | 4:54     |  |
| 12. | «Via»                                                | 5:29     |  |

## Posicionamiento en lista
| Lista (2011)                      | Posición |
| --------------------------------- | -------- |
| US Heatseekers Albums (Billboard) | 26       |

## Personal
Volumes
- Gus Farias – voz
- Michael Barr – voz
- Diego Farias – guitarra principal, programación, producción, ingeniería, edición, mezcla
- Daniel Schwartz – guitarra rítmica, voz limpia, programación de batería
- Raad Soudani – bajo

Músicos adicionales
- Chris Letchford: guitarra (pista 5).